# Serie B 1998-1999 (calcio a 5)
La Serie B 1998-1999 è stata la 9ª edizione della categoria nonché, con l'istituzione della Serie A2, la prima di terzo livello del campionato italiano di calcio a 5. La stagione regolare ha preso avvio il 10 ottobre 1998 e si è conclusa il 17 aprile 1999, prolungandosi fino al 12 giugno con la disputa delle partite di spareggio.

## Girone A

### Partecipanti
Il girone A comprende cinque società provenienti dalla Lombardia, due da Piemonte Toscana e Valle d'Aosta e la sola Polisportiva Giemme dall'Emilia-Romagna. Dai campionati regionali sono stati promossi l'Associazione Studenti Sportivi Università Bocconi, il Livorno 94 e il Club 5 Biella. Quest'ultimo durante l'estate ha assorbito i torinesi del Progetto Capricciosa, anch'esso neopromosso, per dare vita al Biella 1995. In seguito alla fusione con il Cesana, anche il Real Ronchiverdi ha rinunciato all'iscrizione, così come la società vincitrice del campionato ligure. A completamento dell'organico sono stati ripescati Polisportiva Giemme (con sede a Reggio Emilia), Star Five (con sede a Settimo Torinese), Virtus Gorle nonché il retrocesso Futsal Aosta.

### Classifica
|  | Pos. | Squadra           | Pt | G  | V  | N | P  | GF  | GS  | DR  |
|  | ---- | ----------------- | -- | -- | -- | - | -- | --- | --- | --- |
|  | 1.   | Aymavilles        | 58 | 22 | 19 | 1 | 2  | 138 | 57  | +81 |
|  | 2.   | Toniolo Milano    | 53 | 22 | 17 | 2 | 3  | 110 | 65  | +45 |
|  | 3.   | La Torre          | 51 | 22 | 16 | 3 | 3  | 122 | 78  | +44 |
|  | 4.   | SUB Milano        | 33 | 22 | 10 | 3 | 9  | 88  | 78  | +10 |
|  | 5.   | San Michele       | 31 | 22 | 9  | 4 | 9  | 90  | 87  | +3  |
|  | 6.   | Virtus Gorle      | 28 | 22 | 8  | 4 | 10 | 78  | 97  | -19 |
|  | 7.   | Biella            | 26 | 22 | 7  | 5 | 10 | 91  | 100 | -9  |
|  | 8.   | Livorno 94        | 24 | 22 | 7  | 3 | 12 | 103 | 113 | -10 |
|  | 9.   | Futsal Aosta      | 24 | 22 | 7  | 3 | 12 | 74  | 103 | -29 |
|  | 10.  | Star Five Settimo | 22 | 22 | 6  | 4 | 12 | 72  | 103 | -31 |
|  | 11.  | Giemme            | 14 | 22 | 4  | 2 | 16 | 95  | 136 | -41 |
|  | 12.  | Morbegno          | 13 | 22 | 3  | 4 | 15 | 99  | 143 | -44 |

### Verdetti
- Aymavilles promosso in Serie A2 1999-00.
- Morbegno, Polisportiva Giemme e Star Five retrocessi nei campionati regionali.
- Futsal Aosta retrocesso dopo i play-out ma successivamente ripescato.

## Girone B

### Partecipanti
Il girone B comprende tre società provenienti dall'Emilia-Romagna e altrettante dalle Marche e dal Veneto, due dal Friuli-Venezia Giulia e una dal Trentino-Alto Adige. Tra le neopromosse, Arzignano, Borgonuovo e Monfalcone hanno vinto i rispettivi campionati regionali mentre la Luparense ha guadagnato la promozione tramite i play-off. La Virtus Don Bosco, vincitrice della Serie C del Trentino-Alto Adige, il Chiaravalle (ripartito dalla Serie C delle Marche) e la Team Sport Ancona (unitasi ai concittadini della Polisportiva Giampaoli), non hanno presentato la domanda di iscrizione. A completamento dell'organico è stato ammesso il Palombina Nuova, sconfitto dal Miracolo Piceno nello spareggio promozione della Serie C marchigiana.

### Classifica
|  | Pos. | Squadra                | Pt | G  | V  | N | P  | GF  | GS  | DR   |
|  | ---- | ---------------------- | -- | -- | -- | - | -- | --- | --- | ---- |
|  | 1.   | Arzignano              | 61 | 22 | 20 | 1 | 1  | 195 | 85  | +110 |
|  | 2.   | Polisportiva Giampaoli | 55 | 22 | 18 | 1 | 3  | 140 | 93  | +47  |
|  | 3.   | Manzano                | 44 | 22 | 14 | 2 | 6  | 116 | 95  | +21  |
|  | 4.   | Luparense              | 34 | 22 | 10 | 4 | 8  | 103 | 104 | -1   |
|  | 5.   | Cadoneghe              | 33 | 22 | 9  | 6 | 7  | 88  | 74  | +14  |
|  | 6.   | Aldeno                 | 31 | 22 | 8  | 7 | 7  | 123 | 119 | +4   |
|  | 7.   | Rimini                 | 30 | 22 | 8  | 6 | 8  | 91  | 80  | +11  |
|  | 8.   | CSAIN Bologna          | 25 | 22 | 6  | 7 | 9  | 82  | 93  | -11  |
|  | 9.   | Scudo San Carlo        | 23 | 22 | 6  | 5 | 11 | 106 | 120 | -14  |
|  | 10.  | Palombina Nuova        | 17 | 22 | 4  | 5 | 13 | 96  | 110 | -14  |
|  | 11.  | Monfalcone             | 9  | 22 | 2  | 3 | 17 | 94  | 171 | -77  |
|  | 12.  | Borgonuovo             | 9  | 22 | 2  | 3 | 17 | 72  | 162 | -90  |

### Verdetti
- Arzignano promosso in Serie A2 1999-00.
- Borgonuovo, Palombina Nuova, Monfalcone e, dopo i play-out, CSAIN Bologna retrocessi nei campionati regionali.
- Polisportiva Giampaoli ripescata in Serie A2 1999-00.

## Girone C

### Partecipanti
Il girone C comprende sette società provenienti dal Lazio, quattro dalla Sardegna e una dall'Umbria. Perugia e Real Sporting Club (con sede a Roma) hanno vinto i rispettivi campionati regionali. Il B&C Roma non ha presentato domanda di iscrizione, mentre il retrocesso Marino è stato ripescato a completamento d'organico.

### Classifica[6]
|  | Pos. | Squadra               | Pt | G  | V  | N | P  | GF  | GS  | DR  |
|  | ---- | --------------------- | -- | -- | -- | - | -- | --- | --- | --- |
|  | 1.   | Delfino Cagliari      | 48 | 22 | 15 | 3 | 4  | 78  | 59  | +19 |
|  | 2.   | Ciampino              | 42 | 22 | 12 | 6 | 4  | 86  | 54  | +32 |
|  | 3.   | Perugia               | 36 | 22 | 11 | 3 | 8  | 103 | 90  | +13 |
|  | 4.   | Marino                | 35 | 22 | 10 | 5 | 7  | 102 | 88  | +14 |
|  | 5.   | Roma                  | 33 | 22 | 10 | 3 | 9  | 74  | 67  | +7  |
|  | 6.   | Archipa Sestu         | 33 | 22 | 9  | 6 | 7  | 95  | 102 | -7  |
|  | 7.   | Costa di Sopra        | 32 | 22 | 9  | 5 | 8  | 68  | 71  | -3  |
|  | 8.   | RSC Roma              | 29 | 22 | 8  | 5 | 9  | 76  | 72  | +4  |
|  | 9.   | CUS Viterbo           | 25 | 22 | 6  | 7 | 9  | 78  | 91  | -13 |
|  | 10.  | Quartu 2000           | 23 | 22 | 6  | 5 | 11 | 57  | 65  | -8  |
|  | 11.  | Futsal Roma           | 16 | 22 | 4  | 4 | 14 | 63  | 99  | -36 |
|  | 12.  | Amatori Civitavecchia | 14 | 22 | 4  | 4 | 14 | 53  | 75  | -22 |

### Verdetti
- Delfino Cagliari e, dopo i play-off, Ciampino promossi in Serie A2 1999-00.
- Amatori Civitavecchia e Futsal Roma retrocessi nei campionati regionali.
- Real Sporting Club non iscritto al campionato di Serie B 1999-00. Quartu 2000 e, dopo i play-out, CUS Viterbo retrocessi ma successivamente ripescati.

## Girone D

### Partecipanti
Il girone D comprende cinque società provenienti dalla Campania, due da Abruzzo e Marche e una ciascuna da Basilicata, Lazio e Molise. Il Miracolo Piceno ha vinto il campionato di Serie C delle Marche. Il girone lamenta ben quattro defezioni: Forza e Coraggio Avezzano e L'Aquila, nonché le vincitrici dei campionati regionali di Abruzzo e Molise, non hanno infatti presentato domanda di iscrizione.

### Classifica
|  | Pos. | Squadra          | Pt | G  | V  | N | P  | GF  | GS  | DR  |
|  | ---- | ---------------- | -- | -- | -- | - | -- | --- | --- | --- |
|  | 1.   | Ercole Caserta   | 50 | 22 | 16 | 2 | 4  | 109 | 57  | +52 |
|  | 2.   | Real Scafati     | 38 | 22 | 12 | 2 | 8  | 124 | 106 | +18 |
|  | 3.   | Bellator Frusino | 37 | 22 | 11 | 4 | 7  | 87  | 71  | +16 |
|  | 4.   | CUS Campobasso   | 36 | 22 | 11 | 3 | 8  | 103 | 94  | +9  |
|  | 5.   | Sinuessa         | 35 | 22 | 10 | 5 | 7  | 99  | 72  | +27 |
|  | 6.   | Aversa           | 34 | 22 | 10 | 4 | 8  | 87  | 96  | -9  |
|  | 7.   | Avellino         | 33 | 22 | 10 | 3 | 9  | 102 | 96  | +6  |
|  | 8.   | Miracolo Piceno  | 33 | 22 | 10 | 3 | 9  | 102 | 104 | -2  |
|  | 9.   | Pro Calcetto     | 25 | 22 | 7  | 4 | 11 | 99  | 102 | -3  |
|  | 10.  | San Benedetto    | 24 | 22 | 6  | 6 | 10 | 95  | 112 | -17 |
|  | 11.  | Teate 94         | 23 | 22 | 6  | 5 | 11 | 81  | 93  | -12 |
|  | 12.  | Torrac Potenza   | 7  | 22 | 2  | 1 | 19 | 82  | 167 | -85 |

### Verdetti
- Sporting Club Ercole promosso in Serie A2 1999-00.
- Teate 94 e Torrac Potenza retrocessi nei campionati regionali.
- San Benedetto e, dopo i play-out, Pro Calcetto Avezzano retrocessi ma successivamente ripescati.

## Girone E

### Partecipanti
Il girone E comprende sei società provenienti dalla Sicilia, quattro dalla Puglia e due dalla Calabria. Viagrande, Libertas Rutigliano e San Giovannello hanno vinto i rispettivi campionati regionali. Il Villeneuve Barletta non ha presentato domanda di iscrizione mentre il retrocesso Centro Sportivo La Quercia è stato ripescato a completamento d'organico.

### Classifica
|  | Pos. | Squadra             | Pt | G  | V  | N | P  | GF  | GS  | DR  |
|  | ---- | ------------------- | -- | -- | -- | - | -- | --- | --- | --- |
|  | 1.   | Ares Siracusa       | 50 | 22 | 16 | 2 | 4  | 109 | 74  | +35 |
|  | 2.   | Martina             | 47 | 22 | 15 | 2 | 5  | 140 | 89  | +51 |
|  | 3.   | Schmidt Palermo     | 45 | 22 | 14 | 3 | 5  | 88  | 66  | +22 |
|  | 4.   | Sport Five          | 40 | 22 | 12 | 4 | 6  | 93  | 78  | +11 |
|  | 5.   | Modugno             | 36 | 22 | 11 | 3 | 8  | 124 | 88  | +36 |
|  | 6.   | Alfa Club Palermo   | 30 | 22 | 9  | 3 | 10 | 87  | 87  | 0   |
|  | 7.   | Viagrande           | 27 | 22 | 8  | 3 | 11 | 100 | 116 | -16 |
|  | 8.   | Catanzarese         | 26 | 22 | 7  | 5 | 10 | 77  | 89  | -12 |
|  | 9.   | Libertas Rutigliano | 26 | 22 | 8  | 2 | 12 | 73  | 109 | -36 |
|  | 10.  | Libertas Corbino    | 19 | 22 | 5  | 4 | 13 | 83  | 98  | -15 |
|  | 11.  | San Giovannello     | 16 | 22 | 5  | 1 | 16 | 105 | 150 | -45 |
|  | 12.  | DiCristina Palermo  | 15 | 22 | 3  | 6 | 13 | 79  | 114 | -35 |

### Verdetti
- Ares Siracusa promosso in Serie A2 1999-00.
- Polisportiva Di Cristina, San Giovannello e Libertas Corbino retrocessi nei campionati regionali.
- Catanzarese retrocessa dopo i play-out ma successivamente ripescata.

## Play-off

### Quarti di finale
Gli incontri di andata si sono disputati l'8 maggio, quelli di ritorno il 15 maggio a campi invertiti.
| Squadra 1       | Totale          | Squadra 2              | Andata | Ritorno |
| --------------- | --------------- | ---------------------- | ------ | ------- |
| La Torre        | 5 - 5 (8-7 dcr) | Perugia                | 2 - 2  | 3 - 3   |
| Ciampino        | 10 - 9          | Martina                | 7 - 5  | 3 - 4   |
| Toniolo Milano  | 4 - 6           | Polisportiva Giampaoli | 2 - 2  | 2 - 4   |
| Schmidt Palermo | 7 - 8           | Real Scafati           | 6 - 1  | 1 - 7   |

### Semifinali
| Squadra 1    | Totale | Squadra 2              | Andata | Ritorno |
| ------------ | ------ | ---------------------- | ------ | ------- |
| Ciampino     | 7 - 4  | La Torre               | 3 - 2  | 4 - 2   |
| Real Scafati | 7 - 8  | Polisportiva Giampaoli | 3 - 5  | 4 - 3   |

### Finale
La gara di andata si è disputata il 5 giugno, quella di ritorno il 12 giugno a campi invertiti.
| Squadra 1 | Totale | Squadra 2              | Andata | Ritorno |
| --------- | ------ | ---------------------- | ------ | ------- |
| Ciampino  | 5 - 4  | Polisportiva Giampaoli | 1 - 1  | 4 - 3   |

## Play-out
Gli incontri di andata si sono disputati il 1 maggio 1999, quelli di ritorno l'8 o il 15 maggio a campi invertiti.
| Squadra 1           | Totale  | Squadra 2          | Andata | Ritorno      |
| ------------------- | ------- | ------------------ | ------ | ------------ |
| Futsal Aosta        | 9 - 9   | Livorno 94         | 4 - 2  | 5 - 7 (dts)  |
| Scudo San Carlo     | 5 - 4   | CSAIN Bologna      | 2 - 2  | 3 - 2 (dts)  |
| CUS Viterbo         | 3 - 6   | Real Sporting Club | 2 - 1  | 1 - 5        |
| Pro Calcetto        | 13 - 18 | Miracolo Piceno    | 8 - 5  | 5 - 13 (dts) |
| Libertas Rutigliano | 7 - 2   | Catanzarese        | 3 - 1  | 4 - 1        |